# Chińskie Tajpej na Letnich Igrzyskach Olimpijskich 2008
Chińskie Tajpej na Letnich Igrzyskach Olimpijskich 2008 reprezentowało 79 zawodników – 43 mężczyzn i 36 kobiet.

## Zdobyte medale
| Medal | Zawodnik      | Dyscyplina           | Konkurencja                 |
| ----- | ------------- | -------------------- | --------------------------- |
| Brąz  | Chen Wei-ling | Podnoszenie ciężarów | Kategoria do 48 kg kobiet   |
| Brąz  | Lu Ying-chi   | Podnoszenie ciężarów | Kategoria do 63 kg kobiet   |
| Brąz  | Chu Mu-yen    | Taekwondo            | Kategoria do 58 kg mężczyzn |
| Brąz  | Sung Yu-chi   | Taekwondo            | Kategoria do 68 kg mężczyzn |